# Świat króla Artura. Maladie
Uzasadnienie: Z hasła Maladie nie wynika ency utworu, sugerowana jest integracja z bytem nadrzędnym - ency książką, w której debiutowała, czyli hasłem tutaj
Świat króla Artura. Maladie (ISBN 83-7054-085-6) to książka Andrzeja Sapkowskiego wydana w 1995 i składająca się z dwóch części: eseju o micie arturiańskim (Świat króla Artura) oraz opowiadania o miłości drugoplanowych postaci opowieści o Tristanie i Izoldzie (Maladie).

## Wydania
Zbiór wyszedł w 1995 r. Wznowiony był w 1998, 2000 i 2003.Opowiadanie weszło też w skład większego zbioru Maladie i inne opowiadania (2012).

## Treść

### Świat króla Artura
W tym rodziale Sakowski przedstawia historię literackich i kulturowych transformacji postaci a także wątków fabuły z legend arturiańskich.
Autor próbuje uzasadnić popularność mitu o rycerzach Okragłego Stołu. Dopatruje się niezgodności między legendą, a prawdą historyczną o królu Arturze. Autor wnioskuje także m.in., że święty Graal był kobietą.
Sapkowski prowadzi nas zawiłymi ścieżkami historii Brytanii, które nieraz przeplatają się z mitem i legendą.
Jest to praca krytyczno-literacka, leksykon fantasy, dzięki któremu czytelnik może lepiej zrozumieć pozostałe dzieła Sapkowskiego, napotykamy wiele wyjaśnień nazw pojawiających się np. w sadze o wiedźminie.

### Maladie
Opowiadanie zostalo także wznowione w 2012 roku w zbiorze Maladie i inne opowiadania. Tematem opowiadania jest o wątek miłosny dotyczący drugoplanowych postaci klasycznej opowieści o Tristanie i Izoldzie. Opowiadanie jest przykładem techniki literackiej znanej jako retelling - opowiadanie znanej historii na nowo, w nieco inny sposób.

## Odbiór
Książka doczekała się kilku recenzji.